# Potiguar Esporte Clube
O Potiguar Esporte Clube é um clube brasileiro de futebol, sediado na cidade de Parnamirim, no estado do Rio Grande do Norte. Suas cores são vermelho e branco.
O clube atualmente está licenciado.

## História
O Potiguar de Parnamirim foi fundado no dia 26 de maio de 1945. Estreou no Campeonato Potiguar no ano de 1946, permanecendo até 1953, quando licenciou-se. Retornou às atividades em 1962, disputando o campeonato até 1964.
Em 2001, venceu o Torneio Seletivo promovido pela prefeitura de Parnamirim, garantindo vaga na elite do futebol do Rio Grande do Norte, onde permaneceu até o ano de 2008, quando foi rebaixado para a segunda divisão do campeonato potiguar. O clube de Parnamirim revelou o Jogador Wallyson que logo foi ao ABC, e teve destaque ao jogar por equipes como Athletico Paranaense, Cruzeiro e Botafogo.

## Títulos

### Estaduais
- Torneio Municipal de Natal: 1948.

### Outras Conquistas
- Torneio Seletivo do Campeonato Potiguar: 2001.